# سیارک ۵۵۲۷۶
سیارک ۵۵۲۷۶ (به انگلیسی: 55276 Kenlarner، نامگذاری:2001SK10) پنجاه و پنج هزار و دویست و هفتاد و ششمین سیارک کشف شده‌است که در ۱۶ سپتامبر ۲۰۰۱ کشف شد.